# Морено Альварес, Брайан
Брайан Морено Альварес (исп. Brayan Moreno Álvarez; род. 2 августа 1999, Антьокия) — колумбийский футболист, нападающий.

## Клубная карьера
Морено — воспитанник клуба «Атлетико Уила». 28 сентября 2019 года в матче против «Агилас Дорадас» он дебютировал в Кубке Мустанга. По итогам сезона клуб вылетел в колумбийскую Примеру B, но игрок остался в команде. 18 февраля 2020 года в поединке против «Форталеса Сипакира» Брайан забил свой первый гол за «Атлетико Уила». В 2021 году игрок помог клубу вернуться в элиту. В начале 2022 года Морено перешёл в софийский ЦСКА. 20 марта в матче против «Ботева» он дебютировал в чемпионате Болгарии. В поединке против столичных железнодорожников Брайан забил свой первый гол за ЦСКА.
В начале 2024 года Морено перешёл в бакинский «Нефтчи». 9 октября 2024 года «Нефтчи» объявил о расторжении контракта с Морено по взаимному согласию.